# Шашикман (село)
Шашикман (алт. Шашыкман) — село в Онгудайском районе Республики Алтай России. Административный центр Шашикманского сельского поселения.

## История
Село основано в 1829 году. 

## География
Расположено в горно-степной зоне центральной части Республики Алтай и находится у впадении рек Шебелик и Шашикман в р. Урсул.
Уличная сеть состоит из девяти географических объектов: Заречный пер., ул. Заречная, ул. Молодежная, ул. Октябрьская, ул. Победы, ул. Подгорная, ул. Садовая, ул. Шибилик.
Абсолютная высота 958 метров выше уровня моря.

## Население
| 2010 | 2011 | 2012 | 2013 | 2014 | 2015 |
| ---- | ---- | ---- | ---- | ---- | ---- |
| 752  | ↘750 | ↘732 | ↘718 | ↘714 | ↘713 |
| 2016 |      |      |      |      |      |
| ↘691 |      |      |      |      |      |

Национальный состав
Согласно результатам переписи 2002 года, в национальной структуре населения алтайцы составляли 96 % от общей численности населения в 832 жителей

## Инфраструктура
На территории Шашикманского сельского поселения зарегистрировано 2 крестьянско-фермерских хозяйства и 12 индивидуальных предпринимателей деятельность которых направлена на производство  сельскохозяйственной продукции; туристический комплекс «Аил»; 5 частных продуктовых магазинов: «Тандалай», «Белуха», «Эммануил», «Яна», «Урсул»; хлебопекарня частного предпринимателя А.К. Кургулова.  
На территории Шашикманского сельского поселения для увековечения памяти погибшим в Великой Отечественной войне на добровольные взносы жителей села в 1986 году построен памятник «Мемориал Славы». Этот памятник вошел в число лучших памятников Алтайского края.
В Шашикманской  общеобразовательной средней школе  обучаются  120 детей, в 2 смены.  Детский сад «Солнышко»  посещают 20 детей дошкольного возраста. Для обслуживания населения имеется отделение почтовой связи ФГУП Почта России (ул. Победы, 4), фельдшерско-акушерский пункт Онгудайской районной больницы.
«Шашикманская средняя общеобразовательная школа» (ул. Победы, 14).
Администрация сельского поселения

## Транспорт
Село стоит у федеральной автомобильной трассы Р-256 «Чуйский тракт».
Просёлочные дороги.